# Kuipersveer
Het Kuipersveer (vroeger Het Nieuwe Poldertje) is een gehucht in de gemeente Hoeksche Waard, provincie Zuid-Holland, Nederland. Het gehucht is gelegen aan de Oude Maas, tussen Puttershoek en Heinenoord in.
Het huidige Kuipersveer bestaat uit slechts één straat, bijna geheel onderaan een dijk gelegen. Begin 21e eeuw stonden hier 17 huizen.

## Postweg Rotterdam - Antwerpen
Rond 1650 liep de postweg van Rotterdam naar Heerjansdam. Daar werd de post overgezet met het veer naar Kuipersveer en ging de route verder naar Zevenbergen en Antwerpen.

## Natuurgebied
Het natuurgebied Kuipersveer is oorspronkelijk buitendijks land langs de Oude Maas, waar door de suikerfabriek van Puttershoek de tarra, de overgebleven aarde na het spoelen van de bieten, werd gedropt. Er ontstond een veelzijdige natuur, die door de fabriek werd beheerd totdat deze werd gesloten.